# Haumea
Haumea (designat pel Minor Planet Center (MPC) com a (136108) Haumea; símbol: ) és un planeta nan situat més enllà de l'òrbita de Neptú, del cinturó de Kuiper, descobert el 2004 i també el 2005. Té forma d'el·lipsoide, amb una llargada de 1.960 km, lleugerament més petit que Plutó (2.320 km). Actualment, es troba a una distància de 51 ua del Sol i gira sobre si mateix a alta velocitat, amb un període de rotació de només 3,9 hores, la rotació més ràpida que es coneix per a qualsevol objecte del sistema solar de més de 100 km. S'han descobert dos petits satèl·lits naturals orbitant al seu voltant així com un anell format per fragments de gel i roca amb una amplada de 70 km.
El seu descobriment va ser anunciat el 28 de juliol del 2005 pel grup de José Luis Ortiz Moreno, un astrònom de l'Institut d'Astrofísica d'Andalusia que l'havia observat des de l'observatori de Sierra Nevada a Espanya. Tanmateix, el descobriment va estar envoltat de polèmica, ja que el grup de Michael E. Brown, que l'havia observat ja el 28 de desembre de 2004, va reclamar l'autoria del descobriment. El grup de Brown va batejar-lo, de manera informal, amb el nom de Santa (de Santa Claus), ja que van observar-lo per primera vegada pels volts de Nadal. El 17 de setembre de 2008, va rebre el nom de Haumea, la deessa hawaiana del part, sota l'expectativa de la Unió Astronòmica Internacional (IAU) que seria un planeta nan.

## Controvèrsia sobre el descobriment
Els primers a observar l'objecte van ser els astrònoms nord-americans Michael E. Brown, Chad Trujillo i David Rabinowitz des del telescopi SMARTS el 28 de desembre de 2004. El grup de Brown no va anunciar immediatament el descobriment per, segons Brown, tenir temps per a poder estudiar en detall les característiques de l'objecte i així poder presentar un estudi al més complet possible davant de la comunitat científica.
El 28 de juliol de 2005, els astrònoms espanyols José Luis Ortiz Moreno, Francisco José Aceituno Castro i Pablo Santos-Sanz van anunciar el descobriment de l'objecte. Segons Ortiz, van descobrir-lo reanalitzant imatges preses el 7 de març de 2003. Després, van revisar arxius més antics i van trobar-lo en imatges que dataven del 1955. El descobriment va ser publicat pel Minor Planet Center el 29 de juliol. Inicialment, Brown els va reconèixer com a autors del descobriment.
Poc després, es va descobrir que, el 26 de juliol, des d'ordinadors de l'Institut d'Astrofísica d'Andalusia s'havia accedit a l'ordinador del telescopi amb què el grup de Brown havia realitzat les observacions. En aquest ordinador, es guardaven les coordenades de la posició en el cel cap allà on apuntava el telescopi per a cada objecte descobert. Per un error informàtic, aquests arxius eren públics, quan havien d'haver estat privats. Una setmana abans de l'anunci d'Ortiz, Brown havia publicat un resum (abstract) per a un congrés d'astronomia que havia de tenir lloc al mes de setembre i on pensava donar a conèixer el descobriment. En el resum, Brown mencionava els codis reals que l'ordinador del telescopi dona a cada objecte descobert. Quan Brown es va assabentar d'això, va començar a sospitar que el grup d'Ortiz havia utilitzat els codis que apareixien en el resum per buscar a l'ordinador del telescopi i així saber allà on havia d'observar i poder reclamar el descobriment com a propi. Brown va demanar a la Unió Astronòmica Internacional d'atorgar el crèdit del descobriment al seu equip en lloc del d'Ortiz.
Quan es va preguntar a Ortiz sobre aquest tema, va al·legar que desconeixia la qüestió i va acusar Brown d'«ocultar objectes». Brown va respondre que una acusació com aquesta contradiu la pràctica científica acceptada d'analitzar els resultats de la mateixa recerca fins a estar segur que és acurada i després sotmetre a revisió i a arbitratge els resultats abans de fer públics els descobriments. Davant l'evidència aclaparadora de les acusacions contra ell i el seu equip, Ortiz va admetre finalment haver accedit als arxius del telescopi referents a aquell objecte, però va negar haver fet res mal fet.
Aquestes sospites van fer que el grup de Brown avancés per a l'endemà, 29 de juliol, l'anunci del descobriment de dos altres grans objectes transneptunians, Eris, que és major que Plutó; i Makemake, de mida similar a 2003 EL61.
A causa d'aquest debat sobre l'atribució de crèdit pel seu descobriment, la designació d'Haumea com a planeta nan per part de la Unió Astronòmica Internacional es retarda durant diversos anys. El setembre de 2008, la IAU va reconèixer oficialment el nom proposat per l'equip de Califòrnia, Haumea, per una deessa hawaiana, en lloc de el nom proposat per l'equip espanyol, Ataegina, per una divinitat ibèrica. Tanmateix, el lloc de descobriment reconegut oficialment és l'Institut d'Astrofísica de Andalucía de l'equip espanyol i el nom del descobridor es deixa en blanc, concloent el cas així en un compromís de facto.

## Mida i composició
Sovint, l'única manera d'estimar la mida d'un objecte transneptunià és a partir de la seva magnitud, assumint un cert valor d'albedo. Pels objectes més grossos, les emissions tèrmiques poden proporcionar una mesura independent de l'albedo. En el cas de 2003 EL61, el diàmetre pot ser calculat de manera més precisa a partir dels valors coneguts de la massa i de la densitat.
La massa pot ser calculada a partir de les lleis de Kepler gràcies al fet que se n'han descobert dos satèl·lits. La seva massa s'ha determinat en 4,2×1021 kg, un terç de la de Plutó. D'altra banda, es coneix que l'objecte gira extremadament ràpid, amb un període de rotació de només 3,9 hores. Aquesta és la rotació més ràpida que s'ha pogut determinar per a qualsevol objecte del sistema solar de més de 100 km. Una rotació tan ràpida exerceix una força que el deu aplatar pels pols i li deu donar una forma d'el·lipsoide. L'aplatament dependrà de la seva densitat, un objecte més dens s'aplatarà menys. La densitat s'ha estimat en 2,6-3,3 g/cm³, un valor relativament alt que suggereix que una quantitat important del material de què està compost no és gel (compari's amb la densitat de Plutó (2,0 g/cm³) i la de la Lluna (3,3 g/cm³)).
A partir dels valors de la massa i la densitat, s'ha estimat que el seu eix més llarg fa 1.960 km, un 85% del diàmetre de Plutó (2.320 km). Els altres dos eixos fan 1.520 i 1.000 km, aproximadament. Això el converteix en un dels objectes transneptunians més grossos descoberts fins a la data; el tercer després de 2003 UB313 i Plutó, i major que Sedna, (90482) Orc i (50000) Quaoar. Tanmateix, 2005 FY9 podria ser lleugerament major que 2003 EL61.
La raó de per què gira tan de pressa no es coneix amb certesa, però podria ser degut a un gran impacte ocorregut fa molt de temps, el mateix que va donar origen als seus dos satèl·lits. L'any 2002, Jewitt i Sheppard van suggerir que la ràpida rotació de l'objecte transneptunià (20000) Varuna podria ser deguda al fet que l'objecte té també forma d'el·lipsoide.
La seva brillantor mostra grans fluctuacions en el temps. Tot i que podrien ser causades per una superfície motejada, es pensa que són degudes a la seva forma aplatada.

### Superfície
El telescopi Gemini va poder obtenir l'espectre de 2003 EL61, que mostra gran quantitat d'aigua gelada semblant a la que s'ha vist en la superfície de Caront, la lluna de Plutó. El grup de Brown ha assenyalat la presència de gel d'aigua en forma cristal·lina, una característica que només s'havia obervat en (50000) Quaoar. Molts altres objectes transneptunians han donat senyals de contenir aigua, però generalment aquesta es troba en forma de gel amorf. El gel en forma cristal·lina és inestable en una escala temporal de 10 milions d'anys sota les baixes temperatures i l'absència de pressió existents en la superfície dels objectes del cinturó de Kuiper. Aquest descobriment indica l'existència de processos de formació de gel a partir de ressorgiment de nou material a la superfície, semblants als observats als satèl·lits gelats del sistema solar.
Tan sorprenent com la forma cristal·lina és la quantitat de gel observada. Sempre segons Brown i col., la superfície de 2003 EL61 sembla estar coberta de gel en una proporció d'entre 2/3 i 4/5, la resta podria ser cianur d'hidrogen, caolí o algun altre component desconegut.
Aquests resultats concorden amb l'alt valor d'albedo observat (0,726), que dona a 2003 EL61 una reflictivitat gairebé tan alta com la de la neu. Els valors d'albedo elevats semblen no ser tan rars entre els objectes transneptunians: mesures recents de 2003 UB313 impliquen un valor d'albedo encara més alt (0,86).

## Òrbita

Òrbites de 2003 EL_{61} (groc) i de Plutó (vermell)

L'òrbita de 2003 EL61 el classifica com a cubewano, objectes que orbiten més enllà de l'òrbita de Plutó i que no presenten ressonàncies orbitals amb Neptú.
El diagrama de l'esquerra mostra l'òrbita de 2003 EL61, en groc, i la seva posició l'abril de 2006. Per comparació, es mostra l'òrbita de Plutó, en vermell, i un cercle gris que representa l'eclíptica a la distància de l'òrbita de Neptú. L'objecte va passar pel seu afeli (Q) el febrer del 1991 i ara es troba a més de 51 ua del Sol, però, tot i l'enorme distància, es veu molt brillant (m = 17,5, H = 0,44) a causa de la seva mida i albedo. La seva òrbita és força excèntrica amb el periheli (q) a només 35 ua, més a prop que la distància mitjana de Plutó al Sol (39,5 ua). La distància mitjana de 2003 EL61 és de 43,3 ua.
La raó que no fóra descobert abans és que té una velocitat orbital molt baixa (a causa de la distància) i que el pla de la seva òrbita està inclinat 28° respecte al pla orbital de la majoria dels planetes (pla de l'eclíptica), cosa que fa la seva òrbita encara més inclinada que la de Plutó, el pla orbital del qual està inclinat 17°.

## Anell
L'anell se situa sobre l'equador i està a una distància de 2.287 kilòmetres respecte al centre de Haumea. És estret, el·líptic i dens.
Quant al seu moviment respecte l'eix, per cada tres revolucions de Haumea, l'anell pega una volta.

## Satèl·lits
El grup de Mike Brown, utilitzant el sistema d'òptica adaptativa amb estrella guia làser de l'observatori Keck, va descobrir dos petits satèl·lits naturals orbitant al voltant d'Haumea: Hiʻiaka i Namaka (satèl·lit).